# Albertaceratops
Albertaceratops („rohatá tvář z Alberty“) byl první dinosaurus, formálně popsaný v roce 2007. Je znám ze severoamerického souvrství Oldman, datovaného na svrchnokřídový stupeň kampán (~76 Ma). Jednalo se o zástupce čeledi Ceratopsidae, úspěšné skupiny ptakopánvých dinosaurů, rozšířených v období svrchní křídy.

## Popis
Albertaceratops dosahoval délky asi 6 metrů a hmotnosti kolem 3500 kilogramů, patřil tedy k poměrně velkým ceratopsidům. Zvláštností tohoto rohatého dinosaura je kombinace dlouhých nadočnicových rohů a centrosaurinní lebky, což z něj dělá nejbazálnějšího (vývojově nejprimitivnějšího) známého zástupce podčeledi Centrosaurinae. Albertaceratops byl objeven v roce 2001 a původně byl znám pod prozatímním názvem "Medusaceratops" ("Medúzina rohatá tvář").

## Systematické zařazení
Albertaceratops byl patrně zástupcem podčeledi Centrosaurinae a v jeho rámci také kladu Albertaceratopsini. Jeho nejbližšími vývojovými příbuznými pak byly další severoamerické rody Medusaceratops a Lokiceratops.